# Радевичево
Радевичево (укр. Радевичеве) — село,
Андреевский сельский совет,
Широковский район,
Днепропетровская область,
Украина.
Код КОАТУУ — 1225882205. Население по переписи 2001 года составляло 330 человек .

## Географическое положение
Село Радевичево находится на левом берегу реки Ингулец,
выше по течению на расстоянии в 2 км расположен пгт Широкое,
ниже по течению на расстоянии в 3 км расположено село Могилёвка,
на противоположном берегу — пгт Николаевка.